# Marató d'alta muntanya
Una marató d'alta muntanya és una modalitat o variant de cursa d'altitud que consisteix a recórrer una distància superior a la d'una mitja marató (21,079 km), en terrenys situats a més de 4.000 metres d'altitud, amb pendents d'una inclinació superior al 30%, però que no poden excedir els 40º ni superar el segon grau de dificultat tècnica.